# Spółgłoska labiowelarna
Spółgłoska labiowelarna – w polskiej terminologii językoznawczej termin ten określa dwa rodzaje spółgłosek:
- Spółgłoski wymawiane z zaokrągleniem i wysunięciem warg, przy jednoczesnym uniesieniu tylnej części języka do podniebienia miękkiego (ang. labiovelar consonants). Spółgłoski te występowały w języku praindoeuropejskim i łacińskim, obecnie spotyka się je w językach irokeskich i salisz
- Spółgłoski zwarto-wybuchowe, w których dochodzi jednocześnie do zwarcia (i rozwarcia) wargowego i tylnojęzykowego (ang. labial-velar consonants). Zapisywane zwykle jako kp i gb, występują w wielu językach środkowej i zachodniej Afryki, językach papuaskich, językach austronezyjskich z Melanezji, języku wietnamskim i niektórych językach paleoamerykańskich. Spółgłoski te występują tylko w niektórych połączeniach (nie tworzą grup spółgłoskowych), tylko przed niektórymi samogłoskami i nigdy w wygłosie. Mogą być glottalizowane i ulegać prenasalizacji. Niekiedy, na przykład w afrykańskim języku eggon, zależnie od dystrybucji siły elementu wargowego i tylnojęzykowego, odróżnia się, jako odrębne spółgłoski kp (gb) i pk (bg).